# Mezrina Patera
La Mezrina Patera è una struttura geologica della superficie di Venere.